# سام ولز (مخرج)
سام ولز (بالإنجليزية: Sam Wells)‏ هو مخرج أمريكي، ولد في 4 نوفمبر 1950، وتوفي في 3 يونيو 2011.